# Completorium

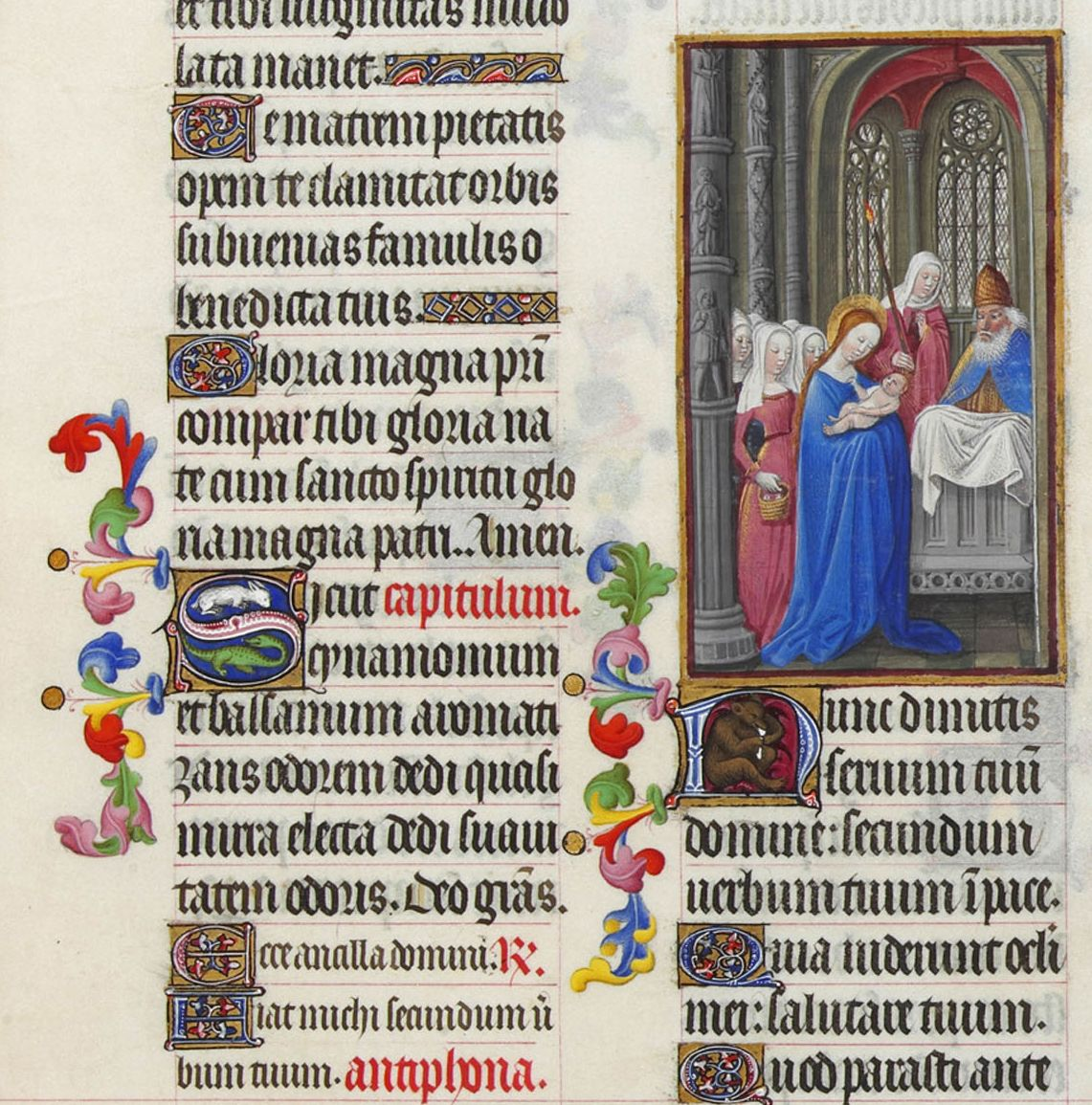
Nunc dimittis i Très Riches Heures du Duc de Berry.

Completorium (medeltidslatin "fullbordan", "avslutning") är aftonbönen i tidegärden, dagens sista bönestund före nattens vila. Den innehåller liksom övriga tideböner psaltarpsalm(er), en hymn, kort textläsning och bön(er). I completoriet ingår Nunc dimittis.
Completorium förekom i Sverige in på 1600-talet. Gudstjänstformen har återupptagits under 1900-talet.